# Rayo (1751)
El Rayo fue un navío de línea español de 80 cañones y dos puentes en un principio, de mediados del siglo XVIII hasta principios del siglo XIX, construido en La Habana y naufragado tras la batalla de Trafalgar por el temporal. Al tiempo de su naufragio era un veterano buque que había sido botado hacía más de 55 años. Según los estándares británicos, se consideraba un navío de tercera clase.
Como era tradicional en los navíos de la Real Armada cuyo nombre no era religioso, poseía un segundo nombre, llamado de advocación, y en su caso era el de San Pedro Apóstol. Su construcción se llevó a efecto por Pedro de Torres, bajo diseño de Juan Jorge.

## Historial
Se ordenó su construcción en 1748, junto con el navío Real Fénix. Fueron construidos por Pedro Torres con maderas tropicales, que los hicieron muy robustos. 
El 31 de enero de 1751 estaba listo para zarpar, pero carecía de la tripulación necesaria, por lo que no lo hizo hasta el 1 de marzo de 1752 con una tripulación reducida de 453 hombres, con rumbo a Cádiz en compañía de los navíos Princesa, Infante y Galicia. Llega a Cádiz el 30 de abril, con un cargamento de tabaco, azúcar y maderas. 
En abril de 1755 se encontraba en el astillero de la Carraca donde se le realizó la primera carena. En el mes de octubre de 1757 regresó al arsenal de La Carraca para que le cambiaran los palos mayor y mesana. 
Es carenado de nuevo en 1758. En mayo de ese año zarpa de Cádiz con la escuadra al mando del teniente general Andrés Reggio, y regresó a Cádiz en enero de 1760. 
Entre junio de 1761 y enero de 1762 se le realizaron nuevas reparaciones en la Carraca. Al finalizar la Guerra de los Siete Años, se encontraba en Cádiz. Durante 1764 y 1765 se le hicieron nuevas reparaciones en la Carraca.
Durante el recorrido que efectuó en febrero de 1765 se le apreció pudrición en la arboladura, por lo que hubo de instalarle nuevos mástiles. En marzo de ese año comenzaron los preparativos para su siguiente misión de servicio. 
Al mando del Capitán de Navío José de Rojas Recaño se incorpora a la escuadra del capitán general Juan José Navarro, Marqués de la Victoria, como su buque insignia. Zarpa de Cádiz el 17 de mayo de 1765 con los navíos Arrogante, Triunfante, Atlante, Galicia, Princesa, Guerrero, Velasco y Poderoso, dos chambequines y cinco buques menores, con la misión de recalar en Génova para llevar a la infanta María Luisa de Borbón con motivo de su enlace nupcial que se celebraría en Innsbruck. 
Hicieron escala en Cartagena, y arribaron a Génova el 17 de julio, regresando a Cartagena el 11 de agosto. Terminada esta misión, zarpó de Cartagena el 23 de agosto de 1765 y arribó a Cádiz con los navíos Princesa y Guerrero, escoltando en la travesía a dos tartanas y a una saetía catalana. 
En 1769 se encontraba en Cádiz en situación de desarme. Durante los meses de febrero a abril de ese año fue carenado y se le puso un nuevo forro de cobre. Quedó asignado al departamento marítimo de Cádiz por Real Orden del 24 de noviembre de 1769. Tras varias misiones de servicio, efectuó una nueva carena en la Carraca en 1771. 
En 1774 realizó un viaje a Ferrol y regresó a Cádiz en septiembre de 1774. En julio de 1776 se le practicó una nueva carena. Durante 1777 permaneció en Cádiz desarmado. Al año siguiente formó escuadra con los navíos Real Fénix, Princesa, San Julián y San Rafael, las fragatas Astrea, Esmeralda, Venus, Santa Gertrudis y Santa Rosalía, el jabeque Andaluz y los paquebotes Marte y San José.
Al comenzar la guerra con Inglaterra el 23 de junio de 1779 en el contexto de la Guerra de Independencia de los Estados Unidos, se incorporó a la escuadra del teniente general Luis de Córdova y Córdova. 
Su primera campaña en esta guerra es en el Canal de la Mancha con la escuadra combinada hispano-francesa al mando del conde de Orvilliers. Al finalizar ésta, entra en el puerto de Brest. Mientras parte de la escuadra regresa a Cádiz, veinte navíos, entre ellos el Rayo, y varias fragatas permanecen en Brest al mando de Miguel Gastón. 
El 23 de enero de 1780 zarpó de Brest con la escuadra de Gastón para incorporarse al bloqueo de Gibraltar. Llega a Cádiz el 8 de febrero con la escuadra dispersa y muy maltratada por los temporales. El Rayo perdió los tres masteleros. 
Destinado a la escuadra de Córdoba, realizó su primera salida de Cádiz entre el 9 y el 18 de junio de 1780. Volvió a zarpar el 31 de julio, apresando el 9 de agosto un convoy británico de 51 velas, tras lo cual retornó a Cádiz el 29 de agosto y se unió a la escuadra francesa del conde D'Estaing. Con esta escuadra combinada zarpa el 30 de octubre para escoltar un convoy, pero regresaron a Cádiz el 1 de noviembre a causa de un fuerte temporal. 
Del 6 de febrero al 28 de marzo de 1781 la escuadra cruzó el cabo de San Vicente. En abril de 1781 se le sustituyó el palo del bauprés, y zarpó de nuevo con la escuadra combinada de Córdoba y D'Estaing el 1 de mayo. Como buque insignia del jefe de escuadra Antonio Posada debía proteger la recalada de una escuadra procedente de La Habana, pero al recibir noticias del retraso de su salida, regresó a Cádiz el 19 de junio.
El 20 de julio de 1781 arribó a Cádiz una escuadra francesa de 22 navíos al mando del conde de Guichen y de La Motte-Picquet. Zarpó de Cádiz el 23 de julio con otros 30 navíos españoles al mando de Córdoba. Tenían la misión de dar cobertura a la escuadra encargada de invadir Menorca, para lo cual se dirigieron al Canal de la Mancha para impedir la llegada de ninguna escuadra de socorro inglesa a Menorca o Gibraltar. El 5 de septiembre entró en Brest la escuadra francesa, mientras la española regresaba a Cádiz el 23 de septiembre. 
El 4 de enero de 1782 vuelve a zarpar con la escuadra de Córdoba para dar escolta a la de Francisco de Borja destinada a Guárico, Santo Domingo. La escuadra de Córdoba retorna a Cádiz el 10 de febrero, tras cruzar por los cabos de Espartel y San Vicente. 
Del 5 de junio al 5 de septiembre formó parte de otra escuadra al mando de Córdoba, compuesta por 27 navíos y 2 fragatas, que con 9 navíos franceses al mando de La Motte-Picquet capturan a la altura de las islas Sisargas a 19 mercantes británicos que se dirigían a Terranova. 
El 9 de septiembre de 1782 el Rayo llega a la bahía de Algeciras para intervenir en el ataque de las baterías flotantes en el asedio a Gibraltar, que se produce la noche del 13 al 14 de septiembre. Una lancha de este navío intervino en el salvamento de las dotaciones de las cañoneras.
El 3 de octubre de 1782 zarpa para interceptar la escuadra británica de Richard Howe que pretendía socorrer Gibraltar. El 20 de octubre, cuando la escuadra británica había zarpado de Gibraltar y se dirigía al Atlántico, se libra el combate del cabo Espartel, donde el navío Rayo no tuvo ninguna baja, pero sí algunos daños de escasa consideración. La escuadra regresó a Cádiz el 28 de octubre. 
Al finalizar la guerra queda en Cádiz desarmado. Entre julio y agosto de 1783 entra en el arsenal para ser carenado y forrar su casco con planchas de cobre.
Es armado de nuevo en diciembre de 1783. Zarpó de Cádiz el 25 de abril y llegó a Cartagena cinco días después con cinco millones de pesos, necesarios para armar la escuadra de castigo a la plaza de Argel. 
Izó en el Rayo su insignia el teniente general don Antonio Barceló y zarpó de Cartagena el 27 de junio rumbo a Argel, formando parte de una escuadra de cuatro navíos, cuatro fragatas, doce jabeques y otras 86 naves menores y auxiliares. A los buques de la Real Armada se unieron para esta campaña contra Argel tres navíos, dos fragatas, dos jabeques y dos bergantines del Reino de Nápoles, dos fragatas y dos bergantines de Malta, y dos navíos y dos fragatas portuguesas. 
El bombardeo de Argel comenzó el 12 de julio y duró hasta el 21 de julio. La escuadra levó anclas de Argel el día 23 y regresó a Cartagena el 27 de julio. Barceló desembarcó del navío el 8 de agosto. Finalmente Argel firmó un tratado de paz el 14 de junio de 1786 ante el jefe de escuadra José de Mazarredo. 
Entre el 13 de agosto y el 23 de septiembre, navegó entre Málaga y el estrecho de Gibraltar, formando división con el navío San Fermín, la fragata Colón y el bergantín Atocha. 
Con la misma división zarpó de Málaga el 25 de octubre para llevar a Mezalquivir (Orán) al regimiento de infantería Sevilla, desembarcándolo el día 29. Emprendió regreso el 31 y llegó a Cartagena el 5 de noviembre. El 11 de noviembre partió de Cartagena y entró a Cádiz el 16, donde quedó desarmado. 
Zarpó de Cádiz el 3 de febrero de 1785 con las fragatas Nuestra Señora del Pilar y Nuestra Señora de Loreto para llevar a Menorca al regimiento de infantería Guadalajara. Llegó a Mahón el día 7, tras lo cual zarpó de nuevo el 14 para regresar a Cádiz el 6 de abril, tras haber recalado en Cartagena y Málaga a causa del mal tiempo. Quedó desarmado en Cádiz de nuevo.
En febrero de 1790 es armado nuevamente y se le integró en la escuadra del teniente general José Solano y Bote. Zarpó de Cádiz con motivo de la crisis de Nutca con Inglaterra y navegó por aguas de Finisterre. A finales de diciembre, terminada la crisis, entró en Cádiz para ser desarmado.

### Reformas

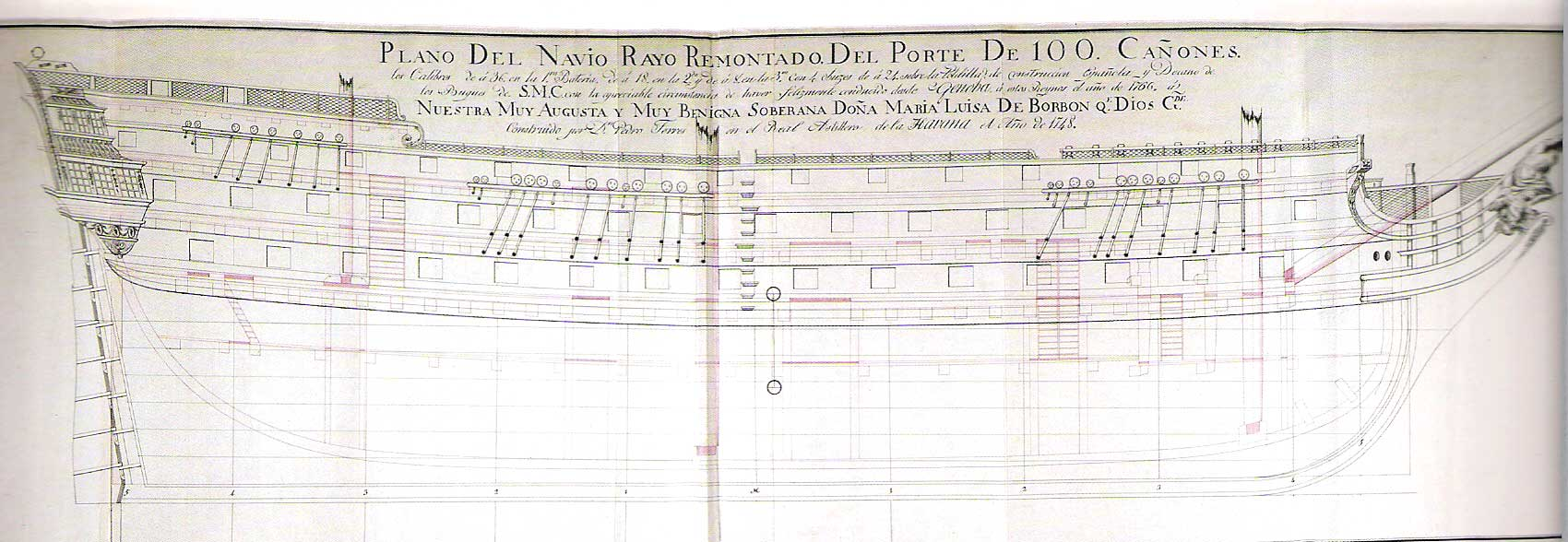
Plano del navío Rayo reformado a 100 cañones.

Entre 1798 y 1803 permaneció en los caños de La Carraca en muy mal estado por los años de abandono. Sus condiciones marineras habían sido buenas, por lo que se decidió carenarlo y hacerle varios cambios para transformarlo en un navío de tres puentes y armado con 100 cañones. Con el consiguiente aumento del calado, que ya era grande de por sí, lo que supuso una merma en sus cualidades marineras al correrle la tercera batería. 
Sus dimensiones pasaron a ser las siguientes: 60,76 m de eslora, 16,60 m de manga, 8,06 m de puntal. 
Su armamento pasó a ser:
- 30 cañones de 36 libras
- 32 cañones de 18 libras
- 18 cañones de 8 libras
- 4 obuses de 24 libras.

A propuesta de Federico Gravina y Nápoli se le sustituyeron los cañones de a 18 libras de la segunda batería por otros de 24 libras, más potentes. 

### Trafalgar
El 27 de agosto de 1805 se incorporó a la escuadra combinada en Cádiz, en la que sustituyó al Terrible que tenía varias vías de agua. Participó en la batalla de Trafalgar el 21 de octubre de 1805, asignado a la retaguardia. Tripulado por 830 hombres, tuvo 4 muertos y 14 heridos en el combate.
Estaba al mando de Enrique MacDonell y era su segundo al mando el capitán de fragata Pedro Tomás de Mesa y Baulen. Liderados por el navío Príncipe de Asturias, varios buques, entre los que se encontraba el Rayo, consiguieron llegar a Cádiz el 21 de octubre. Volvió a embarse el día 23, participando en la recuperación de los navíos Santa Ana y Neptuno.
Tras su partida de Cádiz, teniendo maltratada la arboladura y debido al temporal que siguió a la batalla, naufragó en Arenas Gordas, y a causa de la subsiguiente tormenta que se desarrolló tras la batalla. Entre los náufragos se pudo rescatar a un teniente de navío, tres guardiamarinas, un piloto y 45 marineros británicos, que operaban los navíos y habían sido capturados. Se encuentra actualmente ubicado a 300 m de la orilla y solamente 7 m de profundidad.